# Шуць
Шуць (пол. Szuć, нім. Schuttschen) — село в Польщі, у гміні Єдвабно Щиценського повіту Вармінсько-Мазурського воєводства.
Населення — 245 осіб (2011).
У 1975-1998 роках село належало до Ольштинського воєводства.

## Демографія
Демографічна структура станом на 31 березня 2011 року:
|          | Загалом | Допрацездатний вік | Працездатний вік | Постпрацездатний вік |
| -------- | ------- | ------------------ | ---------------- | -------------------- |
| Чоловіки | 118     | 33                 | 76               | 9                    |
| Жінки    | 127     | 39                 | 62               | 26                   |
| Разом    | 245     | 72                 | 138              | 35                   |